# Monica Ritterband
Monica Ritterband (født 26. august 1955) er en dansk billedkunstner, der oprindeligt er uddannet som journalist og har arbejdet som skribent på en række aviser, samt studievært for TV Avisen. Udover sit kunstneriske arbejde skriver Ritterband kunstanmeldelser for Kunstavisen og klummer for Kristeligt Dagblad.
Ritterband er datter af kunstneren og holocaust-overleveren Olly Ritterband, der stammer fra Transsylvanien i Rumænien, og forretningsmanden Daniel Ritterband. Hun er student fra Gammel Hellerup Gymnasium og blev senere uddannet journalist fra Danmarks Journalisthøjskole. Hun arbejdede som journalist ved Ekstra Bladet og Weekendavisen, og var igennem flere år studievært på DR's TV Avisen. I 1990'erne blev hun informationschef og sidenhen udnævnet til underdirektør i Carlsberg A/S. Siden 1997 har hun helliget sig kunsten på fuld tid.
Blandt Ritterbands værker er en række meterstore jern-, murstens- og stålfigurer placeret i det offentlige rum rundt om i Danmark. Ritterband har derudover designet for en række store, danske virksomheder: blandt andet porcelænsserien Musica for Royal Copenhagen, lysestager og vaser for Holmegaard, stolene Chairytale for VERMUND, duge fra Georg Jensen Damask og tæpper for Egetæpper, samt en serie brændeovne for MORSØ Jernstøberi, for hvilke hun har modtaget den internationale designpris Red Dot Design Award. Ritterband har været protektor for Amnesty International fra 1998 til 2008.
Monica Ritterband har skrevet bogen Images, kunstbogen Monica Ritterband og kunsten, ølkogebogen Hane i guld, Frikadellekogebogen og været medskribent og redaktør på sin mor Olly Ritterbands bøger Auschwitz, jeg var 20 år og Et ord er et skrig. I 2011 udkom hendes selvbiografi på Gads forlag, Livtag og lykketræf.
Ritterband er tre gange blevet kåret til årets kunstner.